# 愛琳娜
《愛琳娜》是2015年一部由林靖傑導演的愛情喜劇電影，也是他執導生涯的第二部作品。本片主要由陳怡蓉、莊凱勛、莫子儀、樂樂、龍劭華、戴立忍、柯叔元、黃鐙輝、丁國琳、康妮媚等人演出，並獲選為文化部電影長片輔導金及劇本開發補助對象。
此外，該片也獲選在2014年10月24日作為高雄電影節開幕片。

## 演員
- 陳怡蓉 飾 陳愛琳（小提琴老師）
- 莊凱勛 飾 廖俊明（計程車司機）
- 莫子儀 飾 Kevin（地方政治世家小開）
- 樂　樂 飾 小紅豆（廖俊明女兒）
- 龍劭華 飾 陳有義（愛琳爸爸，國營企業的退休勞工）
- 戴立忍 飾 陳清彪（愛琳大哥，自由業）
- 黃婕菲 飾 愛琳大嫂
- 柯叔元 飾 陳清源（愛琳二哥，管區警察 (一毛三)）
- 黃采儀 飾 愛琳二嫂
- 黃鐙輝 飾 陳清貴（愛琳三哥，車床技術工）
- 陳佩琦 飾 愛琳三嫂
- 高玉珊 飾 阿喜姨（陳愛琳鄰居）
- 康妮媚 飾 珍妮佛
- 丁國琳 飾 千惠姐
- Mari Annu（日语：真理アンヌ） 飾 優子

化妝師.蔡旻錦（雙雙）

## 其他
「愛琳」二字取自「愛人」的台語諧音。
除了位在台南市的四草隧道，本片絕大部分的取景地點位於高雄市境內。

## 公益活動
立委趙天麟在高雄包場加映演出《愛琳娜》10天，並將票房收入全數捐助八仙火災事故受害者。
2015年7月26日，桃園地區也有民眾在臉書上發起包場看《愛琳娜》活動，邀請網友一同支持國片兼做公益，將票房所得全數捐給陽光基金會。
2015年9月3日到9月5日，臺中地區民眾接續該活動 。 

## 外部連結
- 愛琳娜Elena 官方網站 （页面存档备份，存于）
- 愛琳娜Elena的Facebook專頁
- YouTube上的愛琳娜頻道
- Yahoo奇摩電影上《愛琳娜》的資料（繁體中文）
- 開眼電影網上《愛琳娜》的資料（繁體中文）
- 香港影庫上《愛琳娜》的資料（繁體中文）
- 豆瓣电影上《愛琳娜》的資料 （简体中文）
- 互联网电影数据库（IMDb）上《愛琳娜》的资料（英文）